# Червона Зоря (Шосткинський район)
Черво́на Зоря́ —  село в Україні, у Есманьській селищній громаді Шосткинського району Сумської області. Населення становить 4 особи. Колишній орган місцевого самоврядування — Уланівська сільська рада.

## Географія
Село Червона Зоря знаходиться на лівому березі річки Клевень, вище за течією на відстані 1 км розташоване село  Бобилівка, нижче за течією на відстані 3 км розташоване село Сидорівка, на протилежному березі - село Добрий Селянин (Курська область). По річці проходить кордон з Росією.

## Історія
12 червня 2020 року, відповідно до розпорядження Кабінету Міністрів України № 723-р «Про визначення адміністративних центрів та затвердження територій територіальних громад Сумської області», село увійшло до складу Есманьської селищної громади.
19 липня 2020 року, в результаті адміністративно-територіальної реформи та ліквідації Глухівського району, село увійшло до складу новоутвореного Шосткинського району.

## Населення

### Мова
Розподіл населення за рідною мовою за даними перепису 2001 року:
| Мова       | Кількість | Відсоток |
| ---------- | --------- | -------- |
| українська | 4         | 100%     |